# NGC 7114

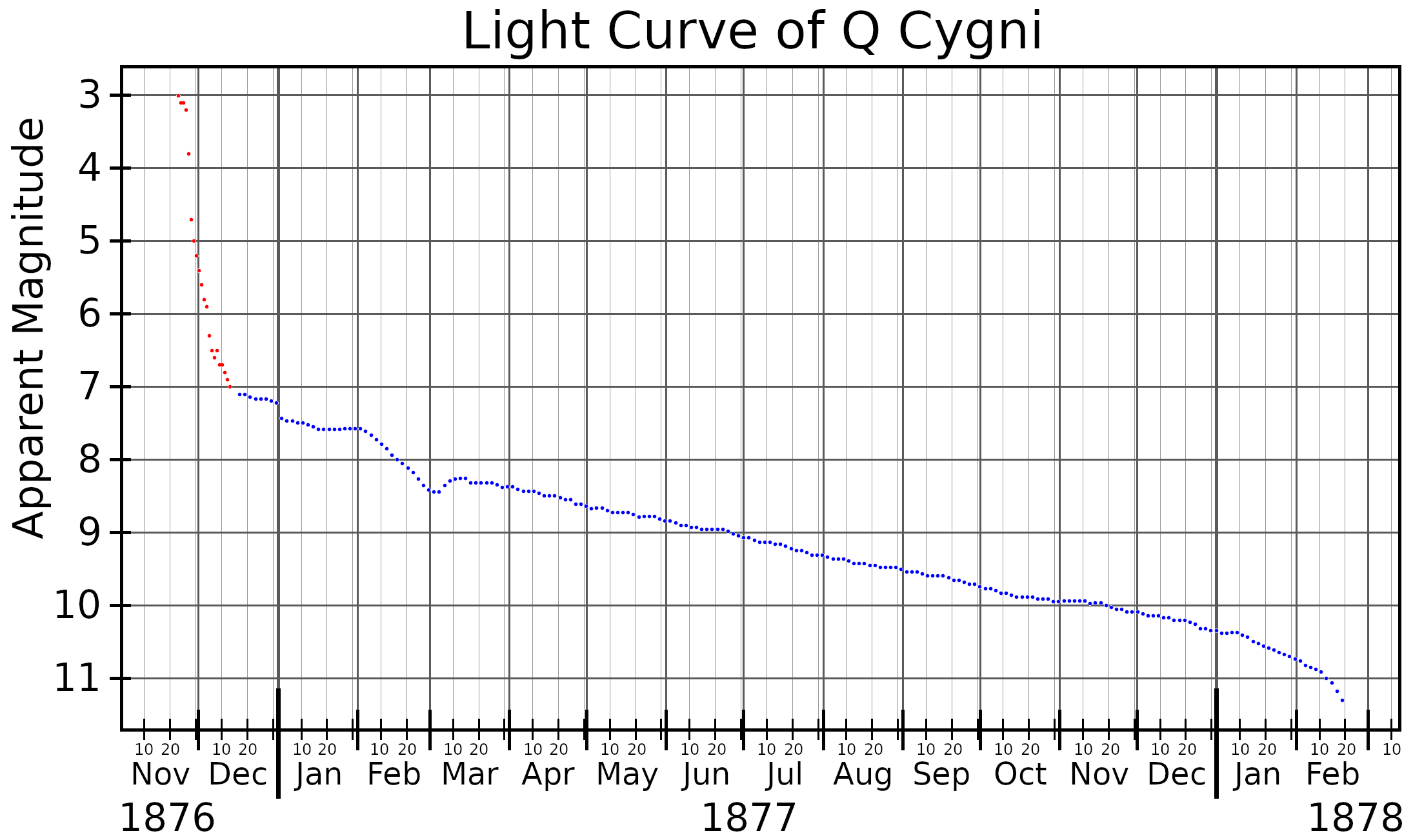
Lichtkromme van Q Cygni

NGC 7114 is een ster in het sterrenbeeld Zwaan. Het hemelobject werd op 24 november 1879 ontdekt door Johann Friedrich Julius Schmidt (1825-1884) en kreeg de aanduiding Q Cygni (Nova Cygni 1876) daar het een Nova betrof. In oktober 1877 werd door Ralph Copeland een nevelachtig omhulsel rond deze ster waargenomen. Op 3 oktober 1885 werd dit nevelachtig omhulsel herontdekt door de Duits-Britse astronoom Jacob Gerhard Lohse (1851-1941). Sindsdien werd geen enkele vorm van nevelachtigheid rondom deze ster meer waargenomen.